# Vico nel Lazio
Vico nel Lazio ist eine italienische Gemeinde in der Provinz Frosinone in der Region Latium mit 2068 Einwohnern (Stand 31. Dezember 2023). Sie liegt 91 km östlich von Rom und 22 km nördlich von Frosinone.

## Geographie
Vico nel Lazio liegt in den Monti Ernici und ist Mitglied der Comunità Montana Monti Ernici.
Die Nachbargemeinden sind Alatri, Collepardo, Guarcino und Morino (AQ).

## Bevölkerungsentwicklung
| Jahr      | 1871 | 1881 | 1901 | 1921 | 1936 | 1951 | 1971 | 1991 | 2001 |
| --------- | ---- | ---- | ---- | ---- | ---- | ---- | ---- | ---- | ---- |
| Einwohner | 1544 | 1839 | 1675 | 2823 | 2413 | 2342 | 1860 | 2024 | 2161 |

Quelle: ISTAT

## Politik
Giovanni Rondinara (Bürgerliste) wurde im Juni 2004 zum Bürgermeister gewählt. Am 25. Mai 2014 wurde Claudio Guerriero zum neuen Bürgermeister gewählt.